# ラオス国立大学
ラオス国立大学（ラオスこくりつだいがく、英語：National University of Laos NUOL、マハーウィタニャーライ・ヘンサート・ラーオ）は、ラオスの首都ヴィエンチャン市（ビエンチャン特別市）にある同国最大規模の国立大学。

## 概要
既存の学校を元に1996年に設立。1年間の教養課程を経て、4年制の各学部に進級する5年制システムである（ラオスでは基本的に小中高が5・3・3制である）。市内に複数のキャンパスを有するが、メインキャンパスは経済経営学部や文学部等があるドンドーク校であり、地元ではキャンパスの場所に関わらずドンドーク（＝ラオス国立大学）という愛称で知られている。
ラオス国立大学は Greater Mekong Sub-region Academic and Research Network (GMSARN) と、 ASEAN University Network (ANU)のメンバーである。

## 学部
- 理学部
- 工学部
- 経済経営学部
- 文学部
- 教育学部
- 建築学部
- 農学部
- 森林学部
- 法学部
- 社会学部
- 医学部